# 三島郡 (新潟縣)
三島郡（日语：／ Santō gun */?）為新潟縣的一個郡。2005年4月1日，越路町、三島町編入長岡市。2006年1月1日，与板町、寺泊町、和島村也編入長岡市、目前僅管轄有出雲崎町一町。

## 管轄町村
- 町 - 1町（出雲崎町）
- 村 - 0村